# 日本の企業一覧 (食料品)
日本の企業一覧（食料品）（にほんのきぎょういちらん しょくりょうひん）は、「証券コード協議会」が定める業種区分に基づき「食料品」とされる日本の企業の一覧。
株式市場における業種区分のため、一般的に知られるイメージとは異なる場合がある。

## ア行
- 相生ユニビオ
- アイリスフーズ（アイリスオーヤマ 100%出資子会社）
- アイン食品
- 青木食品
- 明石氷販
- 赤城水産（JASDAQ・2878）
- 赤城乳業
- 秋田いなふく米菓
- 秋田屋本店
- 秋田銘醸
- あき乃家
- 芥川製菓
- 浅田飴
- 浅田給食
- 味の加久の屋
- 味の素（東証プライム・2802）
  - 味の素AGF（AGF）
- アサヒグループホールディングス（東証プライム・2502）
  - アサヒグループジャパン
    - アサヒビール
    - アサヒ飲料（東証1・2598）
      - カルピス（東証1・2591）

    - アサヒグループ食品[注 1]
    - ニッカウヰスキー
- 朝日酒造 (鹿児島県)
- 朝日酒造 (新潟県)
- 朝日食品工業
- 旭食品 (山梨県)
- 旭食品工業
- 旭松食品（東証スタンダード・2911）
- あじかん（東証スタンダード・2907）
- 味源
- あじまん
- ADEKA
- あまごころ本舗
- 奄美大島開運酒造
- 甘利香辛食品
- あみ印食品工業
- 鮎家
- 新政酒造
- アリアケジャパン（東証プライム・2815）
- 有田食品
- アリックス
- あわしま堂
- 淡路麺業
- アヲハタ（東証スタンダード・2830）
- アンデルセン・パン生活文化研究所
  - アンデルセン
  - タカキベーカリー
- イートアンドホールディングス（東証プライム・2882）
  - イートアンドフーズ
  - 大阪王将
  - 一品香
- イシイ
- イシメン
- いずみ製菓
- イタノ冷蔵
- イチビキ
- いちまる
- イトメン
- いなば食品
- イビデン物産
- イフジ産業
- 伊賀越
- 伊藤園（東証プライム・2593）
- 伊藤製パン
- 伊藤ハム米久ホールディングス（東証プライム・2296）
  - 伊藤ハム（東証1・2284）
  - 米久（東証1・2290）
    - 米久ケンコーハム
- 伊藤久右衛門
- 伊藤農園
- 伊豆半島
- 伊那食品工業
- 一ノ蔵
- 一心商事
- 一正蒲鉾（東証スタンダード・2904）
- 一番食品
- 一冨士フードサービス
- 稲井
- 岩崎食品
- 岩崎本舗
- 岩塚製菓（東証スタンダード・2221）
- 岩手くずまきワイン
- 岩手缶詰
- 五木食品
- 市川園
- 市島酒造
- 石井食品（東証スタンダード・2894）
- 石屋製菓
- 石昆
- 泉酒造
- 池島フーズ
- いなば食品
- イフジ産業（東証スタンダード・2924）
- 今井酒造店
- 井村屋グループ（東証プライム・2209）
  - 井村屋
  - 日本フード
- ヴィ・ド・フランス
- ウィリーウィンキー
- 上野砂糖
- ウェルディッシュ（東証スタンダード・2901）
- ウェルネオシュガー（東証プライム・2117）
  - 日新製糖 → ウェルネオシュガー
  - 伊藤忠製糖 → ウェルネオシュガー
  - 第一糖業
  - 東洋精糖（東証スタンダード・2107）
- うさぎもち
- 碓氷勝三郎商店
- 浦島海苔
- 雲海酒造
- エア・ウォーターアグリ&フーズ
  - 相模ハム（JASDAQ・2289）
  - 大山ハム
- 江崎グリコ（東証プライム・2206）
  - アイクレオ
  - グリコ乳業
- エイト社
- 永楽屋
- エースコック
- ASフーズ
  - シベール[注 2]
- エスエスケイフーズ
- STIフードホールディングス（東証スタンダード・2932）
  - STIフード
  - STIデリカ
  - STIエナック
  - STIミヤギ
- エストルフーズ
- エスビー食品（東証スタンダード・2805）
- エスフーズ（東証プライム・2292）
- AFC-HDアムスライフサイエンス（東証スタンダード・2927）
- 越後製菓
- 江戸屋
- エヌビーエス
  - バンデロール
- エバラ食品工業（東証スタンダード・2819）
- えひめ飲料（JA全農 100%出資子会社）
- エム・シーシー食品
- 塩水港精糖（東証スタンダード・2112）
- オエノンホールディングス（東証プライム・2533）
  - 合同酒精
  - 福徳長酒類
  - 秋田県発酵工業
  - オエノンプロダクトサポート
  - ワコー
- 大塚食品[注 3]（大塚ホールディングス 100%出資子会社）
- オタフクホールディングス
  - オタフクソース
  - お多福醸造
  - お好みフーズ
  - ユニオンソース
  - OPP
- オイシス
- オーカワ
- オカムラ食品工業（東証スタンダード・2938）
- オフィスツーワン
- おむすびころりん本舗
- おやつカンパニー
- オリエンタル
- オリオン
- オリオンビール
- オリバーソース
- お菓子の香梅
- 王子コーンスターチ
- 王子食品
- 岡井食産
- 岡山木村屋
- 岡畑農園
- 岡野食品
- 沖縄ハム総合食品
- 沖縄製粉
- 沖縄明治乳業[注 4]
- 荻野屋
- 恩地食品
- 近江屋牛肉店
- 御菓子御殿
- 小川屋
- 大関
- 大阪屋
- 大阪前田製菓
- 大阪第一食糧
- 大森屋（東証スタンダード・2917）
- 大島食品工業
- 大野海苔
- 大國酒造
- 大澤本家酒造
- 男山

## カ行
- 加越
- 金子商店
- 加賀の井酒造
- 柿安本店（東証プライム・2294）
- カクキュー
- カゴメ（東証プライム・2811）
  - カゴメラビオ
- 春日酒造
- 春日井製菓
- 菓道
- かどや製油（東証スタンダード・2612）
- 金井酒造店
- 鐘崎（JASDAQ・2912）
- カネテツデリカフーズ
- カネハツ食品
- かねふく
- かば田食品
- 亀田製菓（東証プライム・2220）
- 亀屋万年堂
- 賀茂鶴酒造
- カルビー（東証プライム・2229）
- 川上酢店
- 川崎飲料
- 川商フーズ
- 甘強酒造
- カンロ（東証スタンダード・2216）
- 菊勇
- 菊水酒造
- 喜久水酒造
- 菊正宗酒造
- 喜久盛酒造
- キーコーヒー（東証プライム・2594）
- 黄桜
- 北の誉酒造
- 橘倉酒造
- キッコーマン（東証プライム・2801）
  - キッコーマンソイフーズ
- 喜八家本家 三福庵
- 紀文食品（東証プライム・2933）
- 木村 (栃木県)
- 木村 (熊本県)
- 木村飲料
- 木村屋
- 木村屋總本店
- キューサイ（東証2・2596）
- 九星飲料工業
- キユーピー（東証プライム・2809）
- 京田食品（2012年9月民事再生法申請）
- 崎陽軒
- 協同乳業
- 協和食品
- 清洲桜醸造
- 霧島酒造
- キリンホールディングス（東証プライム・2503）
  - 麒麟麦酒
    - キリンディスティラリー

  - キリンビバレッジ（東証1・2595）
- キンキサイン
- 金印
- 金滴酒造
- 沓掛酒造
- 國稀酒造
- 熊本菓房
- 熊本ワイン
- 黒澤酒造
- クワムラ食品
- 健康コーポレーション
- ケンコーマヨネーズ（東証プライム・2915）
- ケンミン食品
- 月桂冠
- 合食
- 神戸屋
- コーミ
- ゴールドパック（JASDAQ・2589）
- コーワ
- コカ・コーラボトラーズジャパン[注 5][注 6]
- 九重味淋
- 寿スピリッツ（東証プライム・2222）
  - 寿製菓
  - シュクレイ
  - ケイシイシイ
  - 但馬寿
  - 九十九島グループ
- 小西酒造
- 此の友酒造
- 小林酒造
- 小正醸造
- コモ（東証スタンダード・2224）
- 五洋食品産業（東証 PRO・2230）
- コリス

## サ行
- 栄屋乳業
- 相模屋食料
- サザコーヒー
- 札幌酒精工業
- サッポロホールディングス（東証プライム・2501）
  - サッポロビール
  - ポッカサッポロフード&ビバレッジ（東証1・2592）
- 薩摩酒造
- サトウ食品（東証スタンダード・2923）
- 佐藤食品工業（東証スタンダード・2814）
- サブウェイ[注 7]
- サラダクラブ
- 沢の鶴
- サンクゼール（東証グロース・2937）
- 三幸製菓
- サンジルシ醸造
- 三州製菓
- サントリーホールディングス
  - サントリー食品インターナショナル（東証プライム・2587）
    - サントリーフーズ
    - サントリープロダクツ
    - ジャパンビバレッジホールディングス

  - サントリー[注 8]
- サンビシ（名証2・2808）
- サンマルクホールディングス（東証プライム・3395）
  - サンマルクカフェ
- サンヨー食品（サッポロ一番）
- サンヨー堂
- 三立製菓
- 三和酒類
- 三和豆水庵
- JA高崎ハム
- JFLAホールディングス（東証スタンダード・3069）[注 9]
  - アスラポート[注 10]
  - 栄喜堂
  - 盛田
- J-オイルミルズ（東証プライム・2613）
- 敷島製パン
- 四国物産
- 四国乳業
- 篠崎屋（東証スタンダード・2926）
- シノブフーズ（東証スタンダード・2903）
- 柴田酒造場
- シマダヤ（東証スタンダード・250A）
- シマヤ
- 島根中酪
- シャトレーゼ（シャトレーゼホールディングス 100%出資子会社）
- ジャパンフーズ（東証スタンダード・2599）
- 正栄食品工業
- 正田醤油
- 昭和産業（東証プライム・2004）
  - ボーソー油脂（東証2・2608）
- 白石食品工業
- 白子
- 白雪食品
- 信州志賀一
- 新進
- 瑞鷹
- スドージャム
- 須弥山
- 寿がきや食品
- 総本家駿河屋（東証2・2205）（ライオンケミカル 100%出資子会社）
- セイヒョー（東証スタンダード・2872）
- 関乃井酒造
- 関本製麺製粉工場
- 関谷醸造
- 繊月酒造
- 扇雀飴本舗
- 仙波糖化工業（東証スタンダード・2916）
- ソントン食品（東証2・2898）[注 11]

## タ行
- 第一屋製パン（東証スタンダード・2215）
- ダイショー（東証スタンダード・2816）
- 大東カカオ
- ダイドーグループホールディングス（東証プライム・2590）
  - ダイドードリンコ
  - ダイナミックベンディングネットワーク
  - たらみ
- 大山乳業農業協同組合
- 太陽化学（名証メイン・2902）
- 大冷（東証スタンダード・2883）
- タカ食品工業
- タカノフーズ
- 高橋助作酒造店
- 高畠ワイン
- 宝酒造（宝ホールディングス 100%出資子会社）
- 滝沢ハム（東証スタンダード・2293）
- タクマ食品
- 武重本家酒造
- 竹徳かまぼこ
- 竹屋
- 田崎酒造
- 田中食品
- ダノンジャパン
- 辰馬本家酒造
- たまご&カンパニー
- チェリオコーポレーション
- 千葉製粉
- 中央食品 (埼玉県)
- 中央食品 (大阪府)
- 中央食品 (香川県)
- 中部飼料（東証プライム・2053）
- 千代の園酒造
- チロルチョコ
- DM三井製糖[注 12]
- デルソーレ（東証スタンダード・2876）
- 出羽桜酒造
- 田苑酒造
- でん六
- 東食
- 東京フード
- 東京ワンタン本舗
- 東洋水産（東証プライム・2875）
  - フクシマフーズ（JASDAQ・2921）
- 東洋ナッツ食品
- トオカツフーズ（JASDAQ・2909）
- 徳島製粉
- 土佐鶴酒造
- トップ製菓
- 友桝飲料
- 鳥越製粉（東証スタンダード・2009）
  - 鳥越グレインホールディングス[注 13]
    - 石橋工業
    - カネニ
    - 鳥越精麦
    - 中島精麦
- トモシアホールディングス
  - 旭食品 (高知県)
  - カナカン
  - 丸大堀内
- とよす
- トランドール
- ドンク
- トンボ飲料

## ナ行
- 中島董商店
- 永谷園ホールディングス（東証プライム・2899）
  - 永谷園
  - 藤原製麺
- 中野物産
- ナガノトマト
- 中村屋（東証スタンダード・2204）
- なとり（東証プライム・2922）
- 南薩食鳥
- 新潟銘醸
- 二階堂酒造
- ニコニコのり
- ニシカワ食品
- ニシダ飴
- 西吉田酒造
- ニチフリ食品
- 日糧製パン（札証・2218）
- ニチレイ（東証プライム・2871）
  - ニチレイフーズ
- 日和産業（東証スタンダード・2055）
- 日清オイリオグループ（東証プライム・2602）
  - セッツ（東証2・2611）
- 日清食品ホールディングス（東証プライム・2897）
  - 日清食品
  - 日清シスコ
  - 日清ヨーク
  - 日清食品冷凍
  - 日清食品チルド
  - 明星食品（東証2・2900）
  - 湖池屋（東証スタンダード・2226）
- 日新化工
- 日新酒類
- 日新製菓
- 日清製粉グループ本社（東証プライム・2002）
  - 日清製粉
  - 日清フーズ
  - オリエンタル酵母工業（東証2・2891）
- ニッスイ（東証プライム・1332）
- 日東あられ新社
- 日東富士製粉（東証スタンダード・2003）
  - 増田製粉所（東証2・2008）
- 日東ベスト（東証スタンダード・2877）
- 日本サンガリアベバレッジカンパニー
- 日本カバヤ・オハヨーホールディングス
  - カバヤ食品
  - オハヨー乳業
- 日本コカ・コーラ
- 日本盛
- 日本食研ホールディングス
  - 日本食研
  - 日本食研製造
  - ケーオー産業
- 日本清酒
- ニップン（東証プライム・2001）
  - オーケー食品工業（東証スタンダード・2905）
- 日本たばこ産業（東証プライム・2914）
  - テーブルマーク（東証1・2873）
    - ケイエス冷凍食品（名証2・2881）
    - サンジェルマン
    - ジェイティフーズ

  - ジェイティ飲料
- 日本甜菜製糖（東証プライム・2108）
- 日本ハム（東証プライム・2282）
  - 日本フードグループ
- 日本食品化工（東証スタンダード・2892）
- 日本デルモンテ
- 日本農産工業（東証1・2051）
- ネスレ日本
- 希望食品

## ハ行
- ハウス食品グループ本社（東証プライム・2810）
  - ハウス食品
  - ハウスウェルネスフーズ
  - ハウスギャバン（JASDAQ・2817）
  - マロニー
- 白鶴酒造
- ハグルマ
- はごろもフーズ（東証スタンダード・2831）
- ハタ鉱泉
- ハチ食品
- ハナマルキ
- 花の舞酒造
- 浜幸
- ハマダコンフェクト
- 濵田酒造
- 林一二
- 林兼産業（東証スタンダード・2286）
- 萬乗醸造
- 万城食品
- ビー・アール サーティワン アイスクリーム（東証スタンダード・2268）
- ピエトロ（東証スタンダード・2818）
- ヒガシマル (鹿児島県)（福証・2058）
- ヒガシマル醤油 (兵庫県)
- ピックルスコーポレーション（東証プライム・2925）[注 14]
- 日渡酒造
- ひまわり乳業
- 兵海カラフト
- 兵庫県手延素麺協同組合
- ヒライ
- ヒロコーヒー
- ファーマフーズ（東証プライム・2929）
- フィード・ワン（東証プライム・2060）[注 15]
- 凮月堂
- 福寿園
- 福留ハム（東証スタンダード・2291）
- ふくや
- 福さ屋
- 福禄寿酒造
- 福利物産
- 不二製油（不二製油グループ本社 100%出資子会社）
- フジッコ（東証プライム・2908）
- フジ日本精糖（東証スタンダード・2114）
- フジパングループ本社
  - フジパン
  - 九州フジパン
  - 中国フジパン
- フジバンビ
- フジフーズ（JASDAQ・2913）
- フジミツ
- 鮒佐
- プライフーズ
- フランソア
- プリマハム（東証プライム・2281）
  - 秋田プリマ食品
- フルッタフルッタ（東証グロース・2586）
- ブルドックソース（東証プライム・2804）
  - イカリソース
- ブルボン（東証スタンダード・2208）
- プレミアムウォーター（光通信の連結子会社）
- フロインドリーブ
- フンドーキン醤油
- 文明堂
- ベースフード（東証グロース・2936）
- ヘリオス酒造
- 母恵夢
- 星野物産
- 北海道コカ・コーラボトリング（東証スタンダード・2573）（大日本印刷の連結子会社）
- ホンダ製菓
- ポンパドウル
- 本坊酒造

## マ行
- マエダ
- 前田海産
- 前田製菓
- ますやみそ
- 松合食品
- 松尾製菓
- マリンフーズ
- マリンフード
- 丸石醸造
- まるか食品 (群馬県)
- まるか食品 (広島県)
- 丸金食品
- マルヱ醤油
- マルキン食品
- マルコメ
- マルサンアイ（名証メイン・2551）
- 丸善
- 丸善食品工業 (東京都)
- 丸善食品工業 (長野県)
- マルタイ（福証・2919）
- 丸大食品（東証プライム・2288）
- 丸徳海苔
- マルトモ
- マルハニチロ（東証プライム・1333）[注 16]
  - ヤヨイサンフーズ[注 17]
- 丸美屋
- 丸美屋食品工業
- まるや八丁味噌
- 丸屋本店
- 丸六食品
- 丸和油脂
- 味里
- 三島食品
- みすずコーポレーション
- Mizkan
- 三菱商事ライフサイエンス[注 18]
- 三ツ矢製菓
- 美濃屋あられ製造本舗
- ミホウジャパン（ヘラクレス・2880）
- ミホミ
- 宮坂醸造
- 宮島酒店
- ミヨシ油脂（東証スタンダード・4404）
- 三輪酒造 (岐阜県)
- 三輪酒造 (広島県)
- 三輪そうめん山本
- 明治ホールディングス（東証プライム・2269）
  - 明治
  - 明治製菓
  - 明治乳業
  - 明治マクビティ
- 名城食品
- 名糖産業（東証プライム・2207）
- メタル食品
- メルシャン（東証1・2536）
- メロディアン
- もち吉
- 桃川
- 桃屋
- モランボン
- 森伊蔵酒造
- 森永製菓（東証プライム・2201）
- 森永乳業（東証プライム・2264）
- モロゾフ（東証プライム・2217）
- モンデリーズ・ジャパン

## ヤ行
- 焼津水産化学工業（東証スタンダード・2812）
- やおきん
- ヤクルト本社（東証プライム・2267）
- やずや
- 山形食品
- ヤマキ
- ヤマダイ食品
- 山崎製パン（東証プライム・2212）
  - イケダパン
  - イズヤパン
  - ヴィ・ド・フランス
  - 工藤パン
  - 札幌パリ
  - 末広製菓
  - たけや製パン
  - 東ハト
  - 不二家（東証プライム・2211）
  - ヤマザキビスケット（旧ヤマザキナビスコ）[注 19]
  - YKベーキングカンパニー
  - YKマルト
- 山口油屋福太郎
- ヤマサ蒲鉾
- ヤマサ醤油
- ヤマモト食品
- ヤマダイ
- 山田養蜂場
- やまみ（東証スタンダード・2820）
- 山元酒造
- 山本海苔店
- 山本山
- やまやコミュニケーションズ
- 山芳製菓
- 八幡物産
- ヤヱガキ酒造
- ユウキ食品
- 有楽製菓
- 湯川酒造店
- 雪印メグミルク（東証プライム・2270）[注 20]
  - 雪印種苗（東証2・2057）
  - 雪印ビーンスターク
- ユーグレナ（東証プライム・2931）
- ユーシーシーホールディングス
  - ユーシーシー上島珈琲
  - UCCコーヒープロフェッショナル
- ユタカフーズ（東証スタンダード・2806）
- ユニカフェ（東証スタンダード・2597）
  - アートコーヒー
- ユニ・チャーム（東証プライム・8113）[注 21]
- UHA味覚糖
- ユーハイム
- 養命酒製造（東証プライム・2540）
- 吉村酒造
- ヨシムラ・フード・ホールディングス（東証プライム・2884）
  - 楽陽食品
  - ヨシムラ・フード
- ヨックモック
- よっちゃん食品工業
- ヨネザワフーズ
- 米鶴酒造

## ラ行
- ライオン菓子
- ライフドリンク カンパニー（東証プライム・2585）
- 理研ビタミン（東証プライム・4526）
- リスカ
- リョーユーパン
- ロイズコンフェクト
- ロック・フィールド（東証プライム・2910）
- 六甲バター（東証プライム・2266）
- ロッテホールディングス
  - ロッテ[注 22]
  - ロッテリア
- ローマイヤ（東証2・2893）
- ロバパン[注 23]

## ワ行
- わかさ生活
- 若松酒造
- 和弘食品（東証スタンダード・2813）
- 和田製糖
- わらべや日洋